# Nunatak Obelisk
Nunatak Obelisk är en nunatak i Antarktis. Den ligger i Östantarktis. Australien gör anspråk på området. Toppen på Nunatak Obelisk är 1 520 meter över havet.
Terrängen runt Nunatak Obelisk är huvudsakligen platt, men söderut är den kuperad. Trakten är obefolkad. Det finns inga samhällen i närheten.